# أحمد توفيق حجيرة
أحمد توفيق حجيرة (وُلد في 1959 في وجدة) هو وزير الإسكان والتعمير في الحكومة المغربية التي أنشأها عباس الفاسي في 2007.

## السيرة الذاتية
ولد أحمد توفيق حجيرة في سنة 1959، بمدينة وجدة الواقعة شرق المغرب.
بعد نيله الإجازة في العلوم الاقتصادية من كلية الحقوق بالرباط سنة 1980، حصل حجيرة على دكتوراه السلك الثالث في التعمير من المعهد العالي للتعمير بجامعة مونريال بكندا سنة 1983، كما شغل منصب أستاذ مساعد بالمدرسة العليا للهندسة المعمارية والمعهد العالي للتعمير التابعين لجامعة مونريال سنة 1982. اشتغل حجيرة أيضا كإطار في خلية السكن غير اللائق بالمصالح المركزية لوزارة السكنى المغربية من سنة 1983 حيث تم تعيينه بالوزارة إلى سنة 1986، ثم إطارا بالوكالة الوطنية لمحاربة السكن غير اللائق من 1987 إلى 2000، حيث تم تعيينه مفتشا جهويا لإعداد التراب الوطني والتعمير والإسكان والبيئة بجهة فاس-بولمان.
عمل حجيرة أيضا كخبير لدى لجنة التنسيق العربي لمركز الأمم المتحدة للمستوطنات البشرية ولجنة الأمم المتحدة الاقتصادية والاجتماعية لغرب آسيا فضلا عن مساهمته في تمثيلية المغرب في «برنامج التنمية الحضرية» الذي يساهم فيه البنك الدولي وبرنامج الأمم المتحدة الإنمائي ومركز الأمم المتحدة للمستوطنات البشرية.
في نوفمر 2002، عينه العاهل المغربي محمد السادس وزيرا منتدبا لدى الوزير الأول (رئيس الحكومة حاليا) مكلفا بالإسكان والتعمير. أحمد توفيق حجيرة متزوج وأب لأربعة أبناء.